# 8667 Fontane
8667 Fontane è un asteroide della fascia principale. Scoperto nel 1991, presenta un'orbita caratterizzata da un semiasse maggiore pari a 2,4163863 UA e da un'eccentricità di 0,1022151, inclinata di 6,83463° rispetto all'eclittica.